# Majzlanita
La majzlanita és un mineral de la classe dels sulfats. Rep el nom en honor del professor Dr. Juraj Majzlan, de l'Institut de Geociències de la Universitat Friedrich-Schiller, especialista en el camp de la termodinàmica dels minerals secundaris (principalment sulfats) i de la meteorització del mineral supergènic.

## Característiques
La majzlanita és un sulfat de fórmula química K₂Na(ZnNa)Ca(SO₄)₄, una diadoquia de (Zn,Na,Cu,Mg). Va ser aprovada com a espècie vàlida per l'Associació Mineralògica Internacional l'any 2018, sent publicada per primera vegada el 2020. Cristal·litza en el sistema monoclínic. La seva duresa a l'escala de Mohs es troba entre 2 i 3.
L'exemplar que va servir per a determinar l'espècie, el que es coneix com a material tipus, es troba conservat a les col·leccions del museu mineralògic de la Universitat Estatal de Sant Petersburg (Rússia), amb el número d'espècimen: 1/19690.

## Formació i jaciments
Va ser descoberta a la fumarola Iadovítaia, situada al segon con d'escòria de l'avanç nord de la Gran erupció fissural del volcà Tolbàtxik (Krai de Kamtxatka, Rússia). Es tracta de l'únic indret de tot el planeta on ha estat descrita aquesta espècie mineral.